# Sautens
Sautens település Ausztria tartományának, Tirolnak a Imsti járásában található. Területe 11,61 km², lakosainak száma 1 485 fő, népsűrűsége pedig 130 fő/km² (2014. január 1-jén). A település 812 méteres tengerszint feletti magasságban helyezkedik el.

## Fordítás
- Ez a szócikk részben vagy egészben  a   Sautens című angol Wikipédia-szócikk ezen változatának fordításán alapul.  Az eredeti cikk szerkesztőit annak laptörténete sorolja fel. Ez a jelzés csupán a megfogalmazás eredetét és a szerzői jogokat jelzi, nem szolgál a cikkben szereplő információk forrásmegjelöléseként.